# Grammothele
Grammothele — рід деревних грибів родини Polyporaceae. Назва вперше опублікована 1869 року.

## Назва
Назва поєднує в собі давньогрецькі слова γραμμή («рядок» або «письмовий символ») і θηλή («соска»).